# امانیوئل میشن (آریزونا)
امانیوئل میشن (به انگلیسی: Emmanuel Mission) یک منطقهٔ مسکونی در ایالات متحده آمریکا است که در آریزونا واقع شده‌است. امانیوئل میشن ۱٬۶۶۷ متر بالاتر از سطح دریا واقع شده‌است.